# جيان ماركو جامبيتا
جيان ماركو جامبيتا (بالإسبانية: Gianmarco Gambetta Sponza)‏ (2 مايو 1991 بليما في بيرو - ) هو لاعب كرة قدم بيروفي في مركز الدفاع. شارك مع منتخب بيرو لكرة القدم. أما مع النوادي، فقد لعب مع أرجنتينوس جونيورز وأليانزا ليما وخوان أوريتش ونادي ميلغار أريكيبا وClub Deportivo Universidad de San Martín de Porres ‏.

## وصلات خارجية
- جيان ماركو جامبيتا على موقع قاعدة بيانات كرة القدم.إي يو (الإنجليزية)
- جيان ماركو جامبيتا على موقع ناشيونال فوتبول تيمز (الإنجليزية)
- جيان ماركو جامبيتا على موقع Soccerway.com (الإنجليزية)